# Alinea lanceolata
Alinea lanceolata (барбадоський сцинк) — вид сцинкоподібних ящірок родини сцинкових (Scincidae). Ендемік Барбадосу.

## Поширення і екологія
Барбадоські сцинки відомі за трьома зразками, зібраними на півдні острова Барбадос в архіпелазі Малих Антильських островів. 

## Збереження
МСОП класифікує цей вид як такий, що перебуває на межі зникнення, хоча, можливо, цей вид вже вимер внаслідок хижацтва з боку інвазивних мангустів і щурів.